# Sándor Tirpák
Sándor Tirpák (17 de octubre de 1972) es un pintor húngaro. Se decanta por la temática de animales en sus creaciones propias y en especial por el tema cinegético y taurino. También ha recibido numerosos encargos para pintar retratos.

## Trayectoria

### Inicios
Desde niño es amante de la naturaleza, que desde los 5 años intentó interpretar en sus dibujos y pinturas. Sus padres trabajaron como artesanos de porcelana. Al terminar el colegio, Sándor decide seguir la tradición familiar y aprende pintura de porcelana en un instituto de segunda enseñanza. En 1992 empieza a trabajar en la misma fábrica de porcelana que sus padres. En 1995 asciende al departamento de producción e innovación donde crea varias series con motivos de caza. Durante de este período aprende mucho de sus compañeros con más experiencia, entre ellos del famoso pintor y gráfico Endre Szász.

### Carrera como pintor
Sándor Tirpák constantemente experimenta con diferentes superficies, como son la porcelana, cerámica, roca volcánica y cristal. Sus cristales y cerámicas pintados a mano adornan numerosas iglesias de Hungría, (por ejemplo la iglesia católica del pueblo Ör). En 2005 conoce a los propietarios de la Colección de Arte Camacho - Jámbor en FEHOVA (Feria Internacional de Armas, Pesca y Caza de Budapest, en Hungría) quienes le encargan una pintura en óleo sobre lienzo. Desde entonces sigue pintando cuadros en óleo sobre lienzo para la "Colección de Arte Camacho - Jámbor" dedicando la mitad de su tiempo, aparte de pintar porcelana. Sus diversas estancias en España despiertan su interés por el mundo de la tauromaquia, que le lleva a crear su primera colección de obras sobre el mundo del toro.

### Exposiciones en España
Sándor Tirpák ha participado en varias exposiciones en España con la "Colección de Arte Camacho - Jámbor":
- 2002-2012 Feria Internacional de Caza de Budapest y diversas ciudades de Hungría
- 2004 Die Hohe Jagd & Fischerei en Salzburgo, Austria
- 2005 Hunting and Leisure en Kosice, Slovakia
- 2008-2012 FICAAR (Feria Internacional de la Caza y las Armas) en Madrid, España
- 2010-2011 Fercatur en Ciudad Real, España
- 2010-2013 Diana Viaji Madrid España
- 2011 Hotel Intercontinental en Madrid, España
- 2011 Excellence Fair en S'Agaro, España[1]
- 2011 Ibercaza en Jaén, España
- 2012 Madrid Horse Week Banco Sabadell en Madrid, España
- 2013 Casino de Madrid, España

Tiene exposición permanente en el Castillo de Caza de Füzérradvány Hungría.

### Premios
- 2010: Ganador del concurso de pintura de FICAAR 2010 en Madrid
- 2011: Ganador del concurso de pintura de FICAAR 2011 en Madrid

## Crítica
Como artista siempre quiere desarrollarse y aprender. Le gusta „renacer” en sus obras y crear algo nuevo y enseñar algo propio de él. Su objetivo no sólo es eternizar los animales, sino causar algún sentimiento en el espectador. La mayoría de sus cuadros se caracterizan por los tonos oscuros y el dramatismo.
Cecilia Calamandrei, doctora en Bellas Artes, le compara con el gran pintor naturalista del siglo XVII Frans Snyders.

Restauré un cuadro de este artista flamenco y disfruté descubriendo el pelaje, la musculatura y, sobre todo, las emociones y la sensibilidad de los animales. Esta actitud frente a la obra la encuentro también en Sándor Tirpák, donde la expresividad, la fuerza y la vitalidad del animal es lo primero que se percibe en su pintura.